# Chrysichthys auratus
Chrysichthys auratus es una especie de pez de la familia Claroteidae en el orden de los Siluriformes.

## Morfología
• Los machos pueden llegar alcanzar los 35 cm de longitud total y los 900 g de peso.

## Subespecies
- Chrysichthys auratus auratus (Geoffroy Saint-Hilaire, 1809
- Chrysichthys auratus longifilis (Pfaff, 1933
- Chrysichthys auratus tilhoi (Pellegrin, 1909.[2]

## Alimentación
Come moluscos, pequeños crustáceos (por ejemplo, copépodos), peces  e insectos.

## Hábitat
Vive en lagos y ríos costeros.

## Distribución geográfica
Se encuentran en África: desde Mauritania salvo las cuencas costeras entre Gambia y Liberia donde es sustituido por Chrysichthys maurus .